# Nati nel 1957/Senza giorno specificato
| Questa pagina contiene informazioni ricavate automaticamente dalle voci biografiche con l'ausilio del template Bio e di un bot. L'aggiornamento è periodico e automatico e ricostruisce completamente la pagina. Se manca una persona in questa lista, sei pregato di non aggiungerla, ma accertati piuttosto che la sua voce biografica contenga il template Bio e che i dati anagrafici siano correttamente compilati. Se il template Bio manca, inseriscilo tu stesso o, in alternativa, metti l'avviso {{tmp\|Bio}} che ne segnala la mancanza. Se i dati riportati sono sbagliati, correggi direttamente la voce biografica; le modifiche saranno visibili in questa lista entro pochi giorni. Per chiarimenti vedi il progetto biografie. La lista contiene solo le 243 persone che sono citate nell'enciclopedia e per le quali è stato implementato correttamente il template Bio. Pagina aggiornata al 18 lug 2025. |

- Abolfazl Jalili, regista iraniano
- Michael Abrash, programmatore statunitense
- David H. Adams, cardiochirurgo statunitense
- Hashem Aghajari, storico e giornalista iraniano
- Bryan Akipa, flautista statunitense
- John Akomfrah, regista e sceneggiatore britannico
- Enrique Alcatena, fumettista argentino
- Aleksandr Bejlinson, matematico russo
- Éric Alliez, filosofo francese
- Chris Anderson, imprenditore britannico
- Masakatsu Aoki, astronomo giapponese
- Bruno F. Apitz, attore e pittore tedesco
- Balufu Bakupa-Kanyinda, regista congolese (Repubblica Democratica del Congo)
- Fabrizio Barchi, direttore di coro italiano
- John Barnes, autore di fantascienza statunitense
- John A. Bateman, linguista e semiologo britannico
- Heidi Bauer, ex sciatrice alpina austriaca
- Marc Bavant, esperantista e linguista francese
- Bedri Baykam, pittore e scrittore turco
- Christopher Beaumont, britannico
- Ángela Becerra, scrittrice e poetessa colombiana
- Deborah Bell, artista sudafricana
- Marilyn Douala Bell, economista camerunese
- Esther Bendahan, scrittrice marocchina
- Georgina Beyer, politica neozelandese († 2023)
- Francesco Biancoli, mafioso italiano († 2006)
- Jaroslaw Bielski, attore e regista teatrale polacco
- Reimund Bieringer, presbitero, teologo e biblista tedesco
- Michael Bierut, designer statunitense
- Peter Bradley-Fulgoni, pianista inglese
- Niccolò Branca, imprenditore, umanista e scrittore italiano
- Séanna Breathnach, attivista irlandese
- Walter Bright, programmatore statunitense
- Leslie Csuth, attore inglese
- Vito Bruno, scrittore e giornalista italiano
- Barbara Bui, stilista francese
- Kris Burm, autore di giochi belga
- Lois Burwell, truccatrice britannica
- Enrico Camanni, scrittore, giornalista e alpinista italiano
- Pietro Camardella, designer italiano
- Riccardo Carnovalini, fotografo italiano
- Cynthia Carroll, imprenditrice statunitense
- Cyrus Cassells, poeta e insegnante statunitense
- Alessandro Ceni, poeta, traduttore e pittore italiano
- Paolo Cesaretti, bizantinista e filologo italiano
- Johnny Chan, giocatore di poker cinese
- Thomas Hand Chaste, musicista italiano
- Mark Childress, scrittore statunitense
- Gordon Shi-Wen Chin, compositore e direttore d'orchestra taiwanese
- Sauro Ciantini, fumettista e illustratore italiano
- Ciguli, cantante bulgaro († 2014)
- Karen Cloutier, sciatrice alpina canadese († 2016)
- Fred Cohen, informatico statunitense
- Rolando Colla, regista e sceneggiatore svizzero
- Cong Su, compositore cinese
- Giuseppe Corasaniti, giurista italiano
- Philippe Cornu, storico delle religioni francese
- Lidia Croce, scultrice e pittrice italiana
- Mohammed Daddach, politico sahrāwī
- Björn Dahlström, designer svedese
- Bente Dahlum, ex sciatrice alpina norvegese
- Claudio Damiani, poeta italiano
- Maurizio Damiano, egittologo e storico italiano
- Hywel Davies, fantino britannico
- Flavio De Bernardinis, storico del cinema italiano
- John J. DeGioia, filosofo statunitense
- Helen DeWitt, scrittrice statunitense
- Ludovico Del Vecchio, scrittore italiano
- Balázs Dénes, ex schermidore ungherese
- Leo Depuydt, egittologo e assiriologo belga
- Rashid Diab, pittore sudanese
- William G. Dillon, astronomo statunitense
- Carlo Doglioni, geologo italiano
- Dante Donegani, architetto e designer italiano
- Paul Dowswell, scrittore britannico
- Evan Dunsky, sceneggiatore e produttore televisivo statunitense
- Hubert Duprat, artista francese
- Santiago Durango, chitarrista statunitense
- Fernando Eiras, attore brasiliano
- Lello Esposito, scultore e pittore italiano
- Mohammed Fahim, militare e politico afghano († 2014)
- Falcão, cantante, showman e attore brasiliano
- Noah Falstein, autore di videogiochi statunitense
- Meagen Fay, attrice statunitense
- Tim Feehan, cantante e compositore canadese
- Thomas Fehlmann, compositore svizzero
- Antonio Ferrara, scrittore e illustratore italiano
- Linda Ferri, scrittrice e sceneggiatrice italiana
- Dante Alfredo Fiorenza, architetto argentino
- Elisabetta Fiorillo, contralto e mezzosoprano italiano
- Walter Fontana, umorista, sceneggiatore e scrittore italiano
- Ramiro Fonte, poeta, scrittore e saggista spagnolo († 2008)
- Gabriele Frasca, poeta, scrittore e traduttore italiano
- Cesare Furesi, regista, sceneggiatore e scrittore italiano
- Carlo Gaino, designer italiano
- Carlos María Galli, presbitero e teologo argentino
- Ali Badjo Gamatié, politico nigerino
- Cristiano Gatti, giornalista e scrittore italiano
- Nasir Gebelli, autore di videogiochi iraniano
- Ugo Giletta, artista italiano
- Ted Gioia, critico musicale, pianista e compositore statunitense
- Phranc, cantante e paroliera statunitense
- Fred Gray, compositore britannico
- Jasmuheen, saggista australiana
- MC 900 Ft. Jesus, rapper statunitense
- Larry Groupé, compositore statunitense
- Alejandro Gándara, scrittore spagnolo
- François Gédigier, montatore francese
- Bernhard Günter, compositore tedesco
- Mark Hadlow, attore e comico neozelandese
- Richard W. Haines, regista, sceneggiatore e attore statunitense
- Gaby Hauptmann, scrittrice e giornalista tedesca
- Lawrence Hill, scrittore e saggista canadese
- Philip Horne, critico letterario britannico
- Yumi Hotta, fumettista giapponese
- Luc van Hove, compositore belga
- Tony Humphries, disc jockey e produttore discografico statunitense
- Ahmed Awad Ibn Auf, generale e politico sudanese
- Salim Idris, generale e politico siriano
- Greg Jagenburg, ex nuotatore statunitense
- Leonid Vladimirovič Jaroš, compositore di scacchi russo
- Narendra Karmarkar, matematico indiano
- Brady Kiesling, diplomatico e archeologo statunitense
- Michael Kiesling, inventore e autore di giochi tedesco
- Kimsooja, artista sudcoreana
- Andrej Kolkutin, pittore e scultore russo
- Silvia Kramar, giornalista italiana
- Aldo Lamorte, architetto e politico uruguaiano
- Khen Lampert, filosofo israeliano
- Mario Lanaro, direttore di coro e compositore italiano
- Tod R. Lauer, astronomo statunitense
- Massimo Laura, chitarrista italiano
- Paul Laverty, sceneggiatore e avvocato britannico
- Steve LeVine, scrittore, giornalista e blogger statunitense
- Paul Leenhouts, compositore olandese
- Françoise Legrée, ex ballerina francese
- Nicholas Lens, compositore belga
- Joe Letteri, effettista e animatore statunitense
- Jack J. Lissauer, astronomo statunitense
- Tomas Maier, stilista e dirigente d'azienda tedesco
- Fratelli Mancuso, cantante e compositore italiano
- Danio Manfredini, attore teatrale, regista teatrale e cantante italiano
- Erica Joy Mannucci, storica italiana
- Antonio Mantovani, serial killer italiano († 2003)
- Loredana Mapelli, ballerina italiana
- Dario Marchini, karateka e maestro di karate italiano
- Nur Masalha, storico britannico
- Daniel Matter, astronomo francese
- Franco Matticchio, illustratore e pittore italiano
- Winston McAnuff, cantante e compositore giamaicano
- Matthew McCaslin, artista statunitense
- Fintan McKeown, attore irlandese
- Morag McLaren, attrice teatrale, soprano e insegnante scozzese
- Georges Merillon, fotografo francese
- Joseph Minion, sceneggiatore e regista statunitense
- Luca Miti, musicista e compositore italiano
- Stephen Murphy, poliziotto statunitense
- Josef Nadj, danzatore e coreografo ungherese
- Paolo Naso, politologo, giornalista e docente italiano
- Gianfranco Nerozzi, scrittore italiano
- Per Christian Nicolaysen, ex sciatore alpino norvegese
- Paolo Nicoloso, storico dell'architettura italiano
- Jeff Noon, scrittore e sceneggiatore britannico
- Daniele Novara, pedagogista italiano
- Emily O'Reilly, scrittrice, politica e giornalista irlandese
- Dirk Obbink, papirologo, filologo classico e grecista statunitense
- Hilmar Oddsson, regista e sceneggiatore islandese
- Tomoko Ohara, ex calciatrice giapponese
- Guido Olimpio, giornalista e scrittore italiano
- Nancy Opel, attrice e cantante statunitense
- Tony Oursler, artista statunitense
- Gregorio Paonessa, produttore cinematografico italiano
- Paul Draper, filosofo e educatore statunitense
- Ajdin Pašović, ex sciatore alpino bosniaco
- István Perczel, filologo classico e bizantinista ungherese
- Sophie Perin, modella francese
- Anneliese Petautschnig, ex sciatrice alpina austriaca
- Henry Peter, avvocato svizzero
- Jeffrey L. Phinney, astronomo statunitense
- Jean-Marie Poli, attivista e politico francese († 2017)
- Danny Porush, imprenditore statunitense
- Pasquale Pozzessere, regista, sceneggiatore e produttore cinematografico italiano
- Máximo Diego Pujol, compositore e chitarrista argentino
- Nelly Quettier, montatrice francese
- Declan Quinn, direttore della fotografia statunitense
- Tom Rainey, batterista statunitense
- Andrej Rečnik, dirigente sportivo, ex sciatore alpino e ex calciatore sloveno
- Maria Riboldi, ex calciatrice italiana
- Perica Richter, pallanuotista croato († 2009)
- Michael Riessler, compositore e clarinettista tedesco
- Cecilia Robustelli, linguista italiana
- Rocco Ronchi, filosofo italiano
- Marcello Rota, direttore d'orchestra italiano
- Ronny Rothschild, ex cestista israeliano
- Michal Rovner, artista israeliana
- Danny Rubin, sceneggiatore statunitense
- Kevin Rushton, attore e stuntman canadese
- Donald P. Ryan, egittologo e scrittore statunitense
- Rolf Rüttimann, pilota motociclistico svizzero († 1983)
- Bernhard Sabel, psicologo tedesco
- Corrado Maria Saglietti, cornista e compositore italiano
- Gianfranco Salvatore, musicologo e critico musicale italiano
- Joanne Samuel, attrice australiana
- Alex Sánchez, scrittore statunitense
- Francesco Sartori, compositore italiano
- Carl Sassenrath, ingegnere e informatico statunitense
- Gian Battista Scanzi, ex fondista di corsa in montagna italiano
- Kofi Setordji, artista ghanese
- Philip Sgriccia, produttore televisivo statunitense
- Nasser Shabani, generale iraniano († 2020)
- Alan Shapiro, regista e sceneggiatore statunitense
- Wu Shaoxiang, scultore cinese
- Lan Shui, direttore d'orchestra cinese
- Nicola Silvaggi, allenatore di atletica leggera italiano
- Nedko Solakov, artista bulgaro
- Massimo Sozzi, scrittore italiano
- George Speight, politico figiano
- Michael A. Stackpole, scrittore statunitense
- Guido Stazi, economista e funzionario italiano
- Alexander Stille, giornalista e scrittore statunitense
- Pier Alberto Tassi, fondista di corsa in montagna italiano
- Christopher Tellefsen, montatore statunitense
- Savino Tesoro, imprenditore e dirigente sportivo italiano
- Claudio Trova, scrittore italiano
- Blaine Trump, filantropa statunitense
- Regula Tschumi, etnologa e storica dell'arte svizzera
- Betty Veizaga, musicista boliviana
- Sergio Vila-Sanjuán, scrittore e giornalista spagnolo
- Ivan Vladislavic, scrittore sudafricano
- Wang Chiu-chiang, pittore cinese
- Wang Guangyi, artista cinese
- Anthony Ward, costumista e scenografo inglese
- Lee Wen, artista singaporiano († 2019)
- John McLaughlin Williams, direttore d'orchestra e violinista statunitense
- Tim Willocks, scrittore e psichiatra britannico
- Antonia Joy Wilson, direttrice d'orchestra statunitense
- Robert Wilson, scrittore britannico
- Sophie Wilson, informatica inglese
- Sakena Yacoobi, attivista afghana
- Andreas Zapatinas, designer greco
- Frank B. Zoltowski, astronomo australiano
- Mish'al bin Majid Al Sa'ud, principe, politico e imprenditore saudita
- Bruno de Simone, baritono italiano